# Tillandsia dressleri
Espèce
Classification phylogénétique
Tillandsia dressleri L.B.Sm. est une plante de la famille des Bromeliaceae.
L'épithète dressleri est une dédicace au botaniste Robert L. Dressler, collecteur de la plante.

## Protologue et Type nomenclatural
Tillandsia dressleri L.B.Sm., in Phytologia 8(5): 221, tab. 1, fig. 7 (1962)
Diagnose originale :
« T. disticha H.B.K. in systema Mezii proxima sed bulbo elongato, foliorum laminis majoribus reflexis, sepalis subaequaliter liberis differt. A T. balbisiana Schult. cujus habitu valde imitans, staminibus quam petalis brevioribus (Subgen. Allardtia) differt. »
Type : leg. R.L. Dressler., s.n., 1949-12-31 ; « on trees, 8 miles south of Agua Nueva, State of Sinaloa, Mexico » ; Holotypus MO (MO-2198607)

## Synonymie

### Synonymie nomenclaturale
(aucune)

### Synonymie taxonomique
- Tillandsia balbisiana Schult.f[2].

## Écologie et habitat
- Typologie : plante vivace herbacée ; épiphyte[1].
- Habitat : ?
- Altitude : ?

## Distribution
- Amérique centrale :
  -  Mexique
    - Sinaloa[1]